# Makot (Talmud)

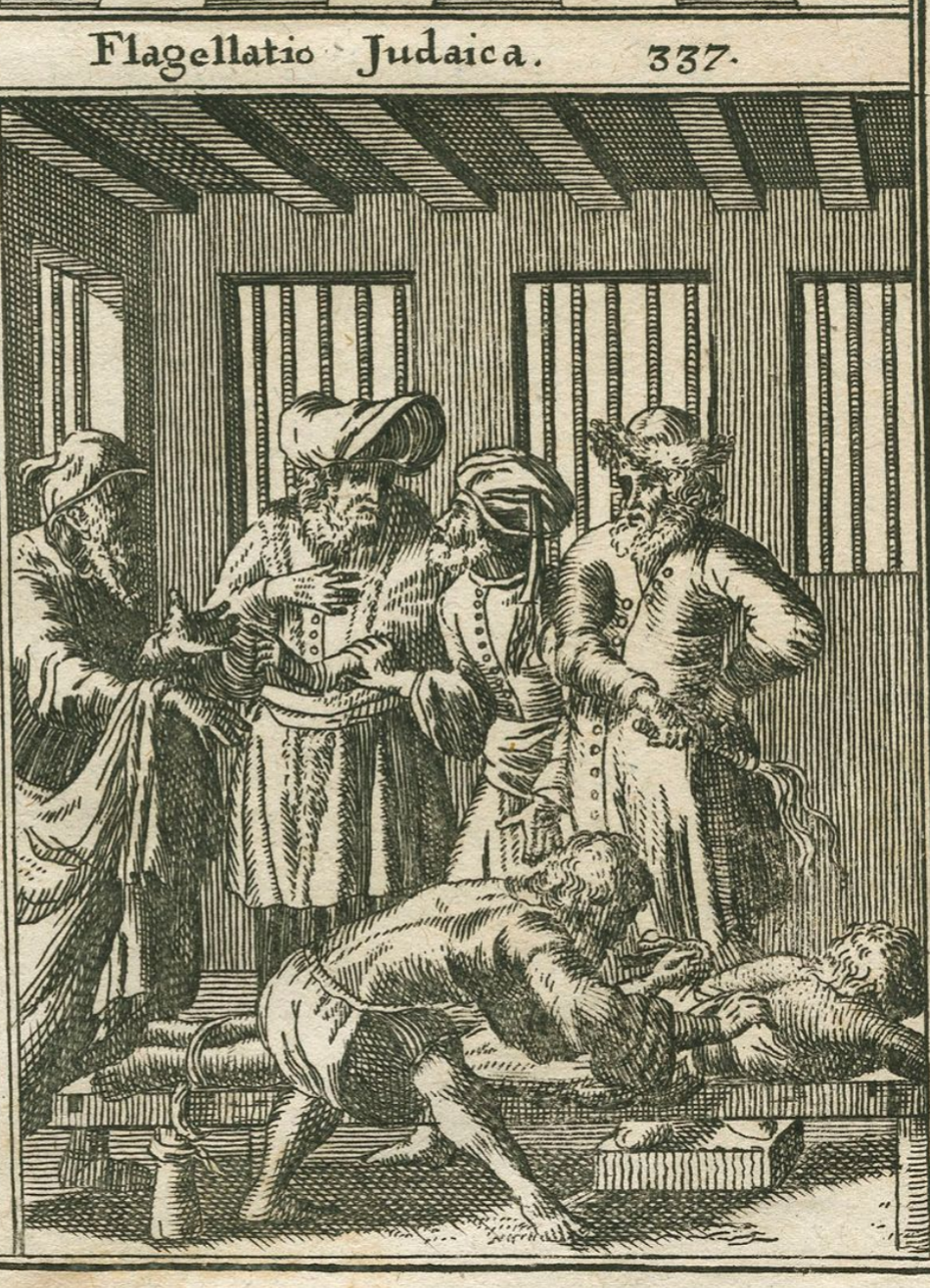
Floggers, Judaísmo, Cama batida

Makot (en hebreo: מכות) es un tratado de la Mishná y del Talmud. Es el quinto volumen del orden de Nezikín. El tratado de Makot se ocupa principalmente de las leyes de los tribunales judíos y de los castigos que estos pueden administrar, y puede considerarse como una continuación del tratado Sanedrín, del que originalmente formaba parte. En su ámbito de aplicación se incluyen los temas de:
- Los falsos testigos (edim zomemim).
- El exilio en una ciudad de refugio.
- Los latigazos administrados por el tribunal.
- La definición de lo que es un tatuaje.

## Contenido del tratado
Hubo una disputa registrada entre el rabino Judá y los otros sabios en cuanto al número máximo de latigazos que una persona podía recibir. El rabino Judá sostenía que el número máximo de latigazos era 40, mientras que los sabios decían que el máximo era 39 latigazos. El Talmud gobierna de acuerdo con los sabios. Los latigazos se administraban en grupos de tres, uno en el pecho y otro en la parte posterior de cada hombro. El rabino Judá sostenía que se debían administrar 40 latigazos, colocó el golpe final entre los omóplatos. Ya que no se debía matar a la persona que estaba siendo azotada, un médico evaluaba cuántos latigazos podía soportar el condenado.